# Egmundella grimaldii
Egmundella grimaldii är en nässeldjursart som beskrevs av Eugène Leloup 1940. Egmundella grimaldii ingår i släktet Egmundella och familjen Campanulinidae. Inga underarter finns listade i Catalogue of Life.